# Primer Imperi d'Haití
El Primer Imperi d'Haití (francès: Empire d'Haïti: Imperi d'Haití: ; haitià Crioll: Anpi un Ayiti) fou un monarquia electiva d'Amèrica del Nord. Haití va ser controlat per França abans de declarar independència l'1 de gener de 1804. El Governador-General d'Haití, Jean-Jacques Dessalines, va crear l'imperi el 22 de setembre de 1804. Proclamant-se Emperador Jacques I, va fer la seva cerimònia de coronació el 6 d'octubre. La constitució del 20 de maig de 1805 marca com s'havia de governar el país que fou partit per sis divisions militars. El general de cada divisió havia de retre comptes directament amb l'emperador o amb el general en camp designat per l'emperador. La constitució fixava que l'emperador tenia la facultat d'elegir el seu successor. La constitució també va prohibir que les persones blanques excepte els alemanys i polonesos naturalitzat poguessin tenir propietats dins l'imperi.
L'Emperador Jacques fou assassinat el 17 d'octubre de 1806. Dos membres de la seva administració, Alexandre Pétion i Henri Christophe, van assumir el poder en dues zones que van resultar dos estats separats: Pétion dirigí la República del sud d'Haití i Christophe dirigí l'Estat del nord d'Haití. 43 anys més tard, el26 d'agost de 1849, President Faustin Soulouque va restablir un nou Imperi d'Haití que va durar fins al 15 de gener de 1859.